# Battus polydamas
Battus polydamas este o specie de fluture din familia Papilionidae, genul Battus.

## Descriere

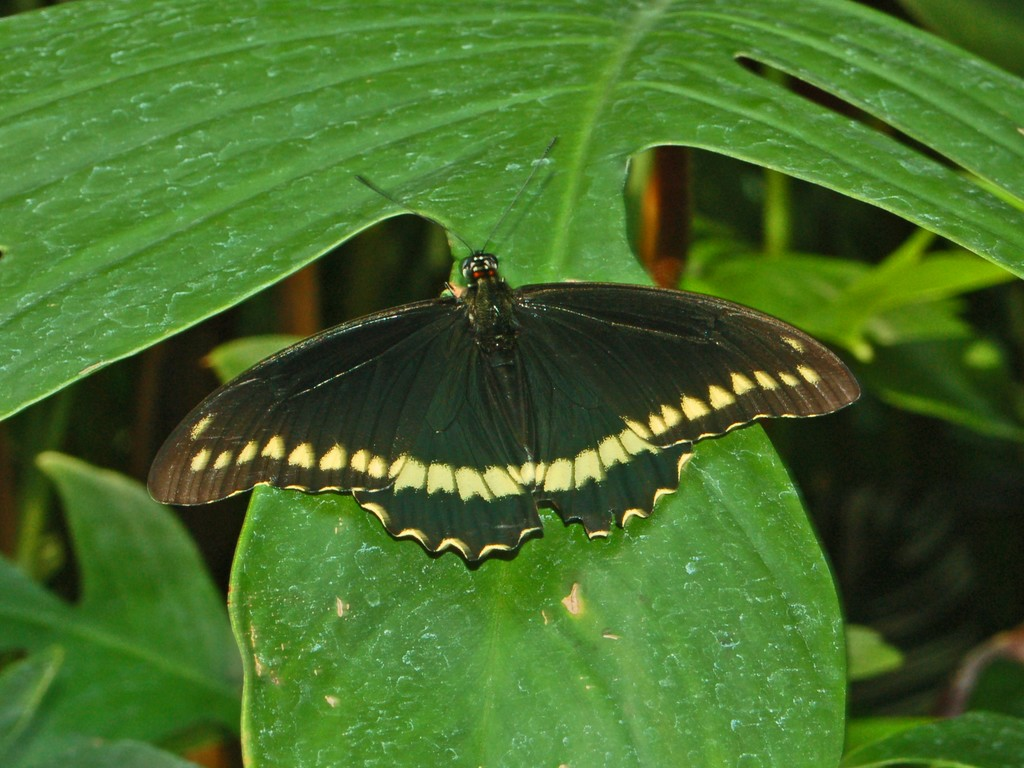
Vederea dorsală a speciei Battus polydamas

Anvergura aripilor este de 90-120 mm, asta fără măsurătorile cozii. Partea superioară a aripilor este neagră și are o bandă submarginală largă formată din mici puncte galbene. Partea inferioară a aripilor din față au același model, în timp ce aripile din spate conțin un model ce constă în lunule roșii. Această specie se găsește din aprilie până în noiembrie.

## Răspândire
Se găsește în zona neotropică din America de Nord și America de Sud, și în părțile sudice ale zonei neartctice nord-americane din Mexic. 

## Habitat
Battus polydamas este în principal prezent în pădurile deschise și în zonele și câmpurile abandonate.

## Galerie

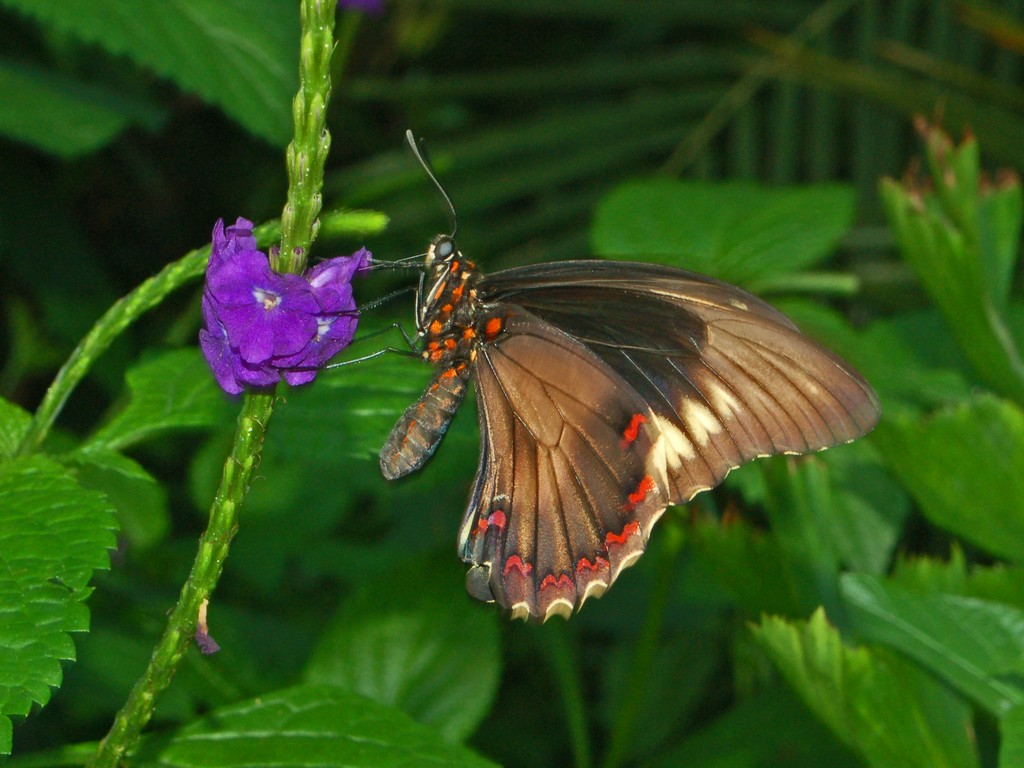
Vedere ventrală a speciei Battus polydamas
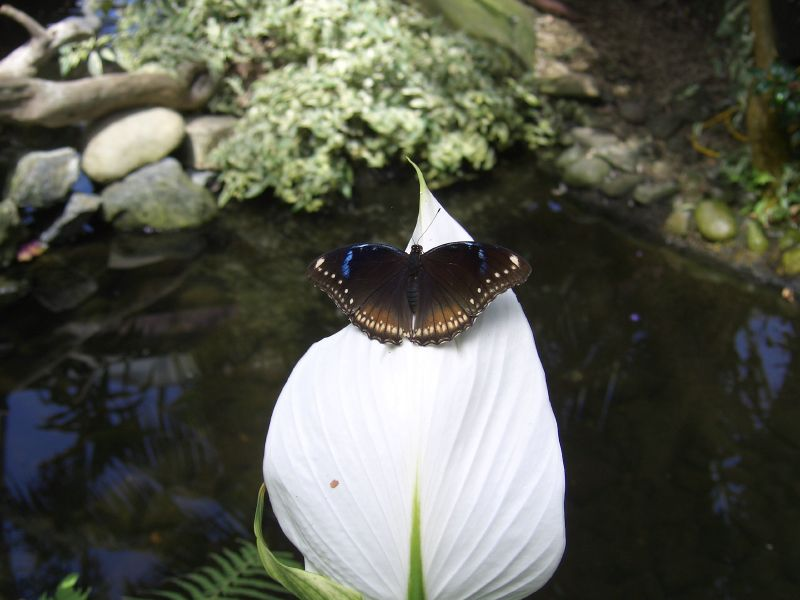
Partea dorsală
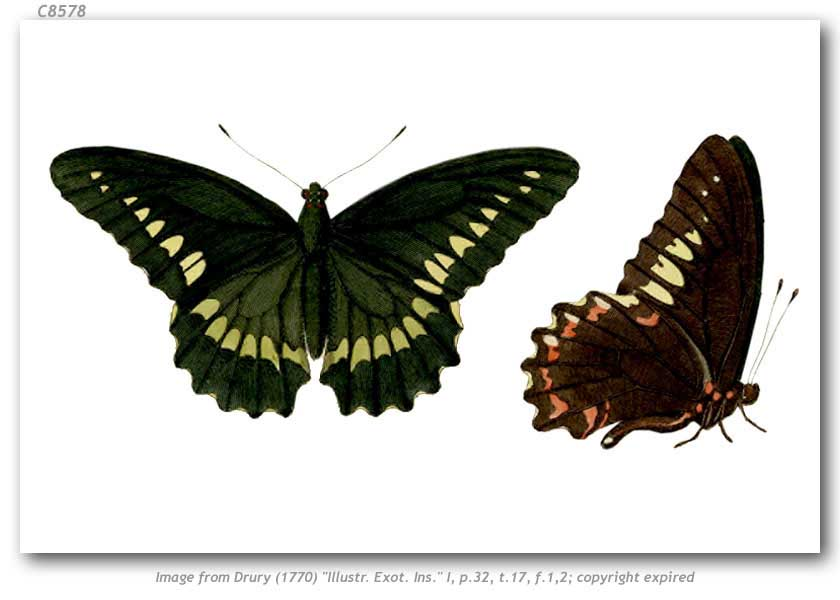
Battus polydamas antiquus (extinct)

## Subspecii
- Battus polydamas polydamas (America de Sud tropicală)
- †Battus polydamas antiquus (Rothschild & Jordan, 1906)
- Battus polydamas atahualpa Racheli & Pischedda, 1987;  Peru.
- Battus polydamas cebriones (Dalman, 1823);
- Battus polydamas christopheranus (Hall, 1936).
- Battus polydamas cubensis (Dufrane, 1946); Cuba.
- Battus polydamas dominicus (Rothschild & Jordan, 1906); Republica Dominicană.
- Battus polydamas grenadensis (Hall, 1930)
- Battus polydamas jamaicensis (Rothschild & Jordan, 1906); Jamaica.
- Battus polydamas lucayus (Rothschild & Jordan, 1906); Bahamas.
- Battus polydamas lucianus (Rothschild & Jordan, 1906) St. Lucia
- Battus polydamas neodamas (Lucas, 1852); Guadelupa.
- Battus polydamas peruanus (Fuchs, 1954); Peru.
- Battus polydamas polycrates (Hopffer, 1865); Haiti, Republica Dominicană.
- Battus polydamas psittacus (Molina, 1782); Argentina.
- Battus polydamas renani Lamas, 1998; Peru.
- Battus polydamas streckerianus (Honrath, 1884); Peru.
- Battus polydamas thyamus (Rothschild & Jordan, 1906); Puerto Rico, Insulele Virgine.
- Battus polydamas vincentius (Rothschild & Jordan, 1906)
- Battus polydamas xenodamas (Hübner, 1825) Martinica [2]
- Battus polydamas weyrauchi Lamas, 1998; Peru.[1]